# Ohr
Ohr (с нем. — «Ухо») — влиятельный немецкий электронный/экспериментальный лейбл звукозаписи, основанный музыкальным журналистом и концертным промоутером Рольфом-Ульрихом Кайзером в 1969 году. Ohr выпустил дебютные альбомы Tangerine Dream и Клауса Шульце. Всего на лейбле «Ohr» было выпущено 33 полноформатных альбома (в том числе пять двойных альбомов, 3 из которых — сэмплеры разных артистов с лейбла) и двенадцать 7-дюймовых синглов. С 1973 года лейбл был переименован в «Kosmische Kuriere» (Cosmic Couriers), при часто необъяснимых обстоятельствах, связанных с контрактом, были выпущены новые пластинки под управлением Кайзера.

## История
В конце 1960-х годов взрывной рост рынка рок-музыки побудил многие крупные звукозаписывающие компании создать новые «прогрессивные» лейблы для этого ещё очень специфического рынка. Лейбл Metronome получил вместе с Ohr возможность продавать специально немецкие группы. Кёльнский музыкальный журналист Рольф-Ульрих Кайзер, который уже был одним из организаторов очень успешных «Международных Дней Песни в Эссене» в 1968 году, использовал свой опыт и контакты с артистами, полученные здесь, а также ранее на «Фестивале в Бург-Вальдеке», и выпустил серию выдающихся пластинок в быстрой последовательности после начала производства в конце 1969 года, художественная ценность которых часто была незамечена: это было признано только годы или десятилетия спустя. Главным дизайнером нового андеграундного лейбла стал художник-график из Майнца Рейнхард Хиппен, которого Кайзер также знал со времён фестивалей в Бург-Вальдеке. В первых пяти выпусках Ohr были представлены обложки одной концепции от Рейнхарда Хиппена, во всех из которых центральное место занимали расчленённые части кукол-младенцев. Это были «Electronic Meditation» от Tangerine Dream, "Lieder Von Vampiren, Nonnen Und Toten» от Witthüser & Westrupp (ошибочно назван сольным альбомом только Виттхюзера), «Opal» от Embryo, «Fließbandbabys Beat-Show» от Floh de Cologne и «Mandalas» от Limbus 4. Сначала Дитер Диркс, а затем легендарный Конни Планк были наняты в качестве звукорежиссёров.
Среди других релизов были Клаус Шульце, Ash Ra Tempel, Cosmic Jokers, Guru Guru, Popol Vuh, Сергиус Головин, Amon Düül, Birth Control, Witthüser & Westrupp и многие другие. Офисом Ohr в Нью-Йорке руководил Нил Кемпфер-Стокер.
Кайзер также основал лейбл Pilz для выпуска более фолк–/этнических релизов, таких как Popol Vuh, Wallenstein и Hoelderlin. В дополнение к этому он также основал лейбл Cosmic Couriers для выпуска других релизов в стиле спейс-рока — Cosmic Jokers, Ash Ra Tempel, Мануэль Гёттшинг и др.
Brain Records была основана, когда двое недовольных работников — Бруно Вендель и Гюнтер Кёрбер — A&R покинули Ohr, чтобы основать свой собственный лейбл, взяв с собой Guru Guru. В 1974 году Кёрбер ушёл, чтобы основать свой собственный Sky Records.

## Дискография

### Альбомы
| Каталожый Номер | Исполнитель                       | Название                                    | Дата            |
| --------------- | --------------------------------- | ------------------------------------------- | --------------- |
| OMM 56000       | Floh de Cologne                   | Fließbandbabys Beat-Show                    | Март 1970       |
| OMM 56001       | Limbus 4                          | Mandalas                                    | Март 1970       |
| OMM 56002       | Бернд Виттхюзер (Bernd Witthüser) | Lieder von Vampiren, Nonnen und Toten       | Март 1970       |
| OMM 56003       | Embryo                            | Opal                                        | Апрель 1970     |
| OMM 56004       | Tangerine Dream                   | Electronic Meditation                       | 6 Июня 1970     |
| OMM 56005       | Guru Guru                         | UFO                                         | 10 Июня 1970    |
| OMM 2/56006     | Various                           | Ohrenschmaus                                | Сентябрь 1970   |
| OMM 56007       | Annexus Quam                      | Osmose                                      | Сентябрь 1970   |
| OMM 56008       | Amon Düül                         | Paradieswärts Düül                          | Январь 1971     |
| OMM 56009       | Роджер Банн (Roger Bunn)          | Peace of Mind                               | Январь 1971     |
| OMM 56010       | Floh de Cologne                   | Rockoper Profitgeier                        | Январь 1971     |
| OMM 56011       | Paul & Limpe Fuchs/Anima Sound    | Stürmischer Himmel                          | Январь 1971     |
| OMM 56012       | Tangerine Dream                   | Alpha Centauri                              | 16 Марта 1971   |
| OMM 56013       | Ash Ra Tempel                     | Ash Ra Tempel                               | 23 Июня 1971    |
| OMM 56014       | Xhol                              | Hau-RUK                                     | Июль 1971       |
| OMM 56015       | Birth Control                     | Operation                                   | Июль 1971       |
| OMM 56016       | Witthüser & Westrupp              | Trips + Träume                              | Июль 1971       |
| OMM 556017      | Guru Guru                         | Hinten                                      | 5 Октября 1971  |
| OMM 2/56018     | Various                           | Mitten ins Ohr                              | Октябрь 1971    |
| OMM 556019      | Mythos                            | Mythos                                      | Январь 1972     |
| OMM 556020      | Ash Ra Tempel                     | Schwingungen                                | Февраль 1972    |
| OMM 2/56021     | Tangerine Dream                   | Zeit                                        | 14 Августа 1972 |
| OMM 556022      | Клаус Шульце                      | Irrlicht                                    | Август 1972     |
| OMM 556023      | Walpurgis                         | Queen of Saba                               | Август 1972     |
| OMM 556024      | Xhol                              | Motherfuckers GmbH & Co. KG                 | Август 1972     |
| OMM 556025      | Birth Control                     | Believe in the Pill (Best of Birth Control) | Август 1972     |
| OMM 2/56027     | Various                           | Kosmische Musik                             | Август 1972     |
| OMM 556028      | Annexus Quam                      | Beziehungen                                 | Август 1972     |
| OMM 2/56029     | Floh de Cologne                   | Lucky Strike                                | Март 1973       |
| OMM 556030      | Арно Клаусс (Arno Clauss)         | An Tante Gertie in Zons am Rhein            | Март 1973       |
| OMM 556031      | Tangerine Dream                   | Atem                                        | 19 Марта 1973   |
| OMM 556032      | Ash Ra Tempel                     | Join Inn                                    | 10 Апреля 1973  |
| OMM 556033      | Floh de Cologne                   | Geyer-Symphonie                             | Январь 1974     |

- Примечание: Каталожный номер «OMM 56026» или «OMM 556026» не был использован.

### Синглы
| Каталожый Номер | Исполнитель                                          | Название                                                                                             | Дата           |
| --------------- | ---------------------------------------------------- | --- | -------------- |
| OS 57.000       | Amon Düül                                            | Eternal Flow / Paramechanical World                                                                  | 1970           |
| OS 57.001       | Floh de Cologne                                      | St. Pauli, Du mein Loch zur Welt / Bruno-Lied                                                        | 1970           |
| OS 57.002       | Witthüser & Westrupp                                 | Einst kommt die Nacht / Wer schwimmt dort (Flipper)                                                  | 1970           |
| OS 57.003       | Birth Control                                        | Hope / Rollin’                                                                                       | 1970           |
| OS 57.004       | Witthüser & Westrupp                                 | Nimm einen Joint / Lasst uns auf die Reise gehen                                                     | 1971           |
| OS 57.005       | Birth Control                                        | The Work is Done / Flesh and Blood                                                                   | 1971           |
| OS 57.006       | Tangerine Dream                                      | Ultima Thule                                                                                         | 3 Февраля 1971 |
| OS 57.007       | Birth Control                                        | What’s Your Name / Believe in the Pill                                                               | 1972           |
| OS 57.008       | Golgatha                                             | Dies Irae / Children’s Game                                                                          | 1972           |
| OS 57.009       | Floh de Cologne                                      | Emil in Erkenschwick / Zahlen mußt Du                                                                | 1972           |
| OS 57.011       | Арно Клаусс (Arno Clauss)                            | Karlchen oder So kann das nicht weitergeh’n / Manchen Leuten möchte ich gerne in die Fresse schlagen | 1973           |
| OS 57.012       | Floh de Cologne / Дитер Зюверкрюп (Dieter Süverkrüp) | Der Löwenthaler / Bayerisches Heimatlied                                                             | Январь 1974    |

- Примечание: Каталожный номер «OS 57.010» не был использован.